# خواجه‌نفس
خواجه‌نفس از روستاهای ترکمن‌صحرا در شمال خاوری ایران قرار دارد.
خواجه‌نفس مرکز دهستان جعفربای غربی در بخش مرکزی شهرستان گمیشان در استان گلستان است.

## ساخت‌وساز
بندر خصوصی خواجه‌نفس که در دست ساخت است یکی از ارزانترین راه‌های بین‌المللی تجاری در استان گلستان است.
بندر خواجه‌نفس در زمینی به وسعت ۱۷۶ هکتار ساخته می‌شود و علاوه بر اسکله‌های مختلف دارای پایانه عمومی، سیلوی نگهداری غلات، محوطه نگهداری کالاهای مختلف، هتل و همه سازمان‌ها و اماکن مورد نیاز دیگر بندری خواهد بود.
یک سد لاستیکی نیز در بالادست روستای خواجه‌نفس بر روی رودخانه گرگان‌رود در دست ساخت است.
ذخیره‌سازی و تضمین آب اراضی حاشیه رودخانه گرگان‌رود به میزان حدود ۳ هزار هکتار، افزایش سطح تراز آب و امکان انتقال آب به کشتزارهای پیرامون به روش پمپاژ، جلوگیری از تداخل آب شور دریا و آب شیرین رودخانه در فصل کم‌آبی از جمله اهداف طراحی و ساخت سد لاستیکی خواجه نفس است.

## جمعیت
بر پایه سرشماری عمومی نفوس و مسکن در سال ۱۳۹۵ جمعیت این مکان ۵٬۱۲۹ نفر (۱٬۴۲۹خانوار) بوده‌است.